# Meugliano
Meugliano (Muvian in piemontese) è stato un comune italiano della città metropolitana di Torino, in Piemonte. Dal 1º gennaio 2019 si è fuso con i comuni di Trausella e Vico Canavese per dare vita al nuovo comune di Valchiusa.

## Geografia fisica
Il territorio è situato in Valchiusella tra i 627 e i 2 009 metri sul livello del mare e faceva parte della soppressa Comunità Montana Valchiusella, Valle Sacra e Dora Baltea Canavesana.

### Il lago di Meugliano
Il lago costituisce un residuo intramorenico dell'Era Glaciale e occupa una conca del Monte Pianure, a quota 750 m, attorniata da boschi di conifere (per lo più larici, abeti rossi e pini silvestri). Nei dintorni vi è un consistente gruppo di betulle introdotto negli anni '30 per ripristinare il bosco originario, mentre nella parte settentrionale del lago si ravvisa un accenno di giuncheto. Il suo nome originario è Lago di Abioglio da betelleus, un aggettivo connesso alla betulla, forse nella sua forma medioevale di bedolius, il cui significato è luogo delle betulle.

Il lungolago misura 690 metri, la profondità delle acque non supera invece gli 11 metri: tale caratteristica favorisce il congelamento nella stagione invernale.

## Storia
Di interesse storico l'ottocentesco palazzo Gattino Ricardi di Netro, dal 1963 di proprietà della Piccola casa della Divina Provvidenza di Torino, che fu residenza signorile degli industriali Gattino, imparentatisi con i nobili biellesi conti Ricardi, e la cappella di San Bartolomeo Apostolo (edificata tra il 1818 e il 1820) che domina la piazza principale. Notevoli anche alcuni edifici settecenteschi con arcate canavesane. Meugliano non è mai stata sede parrocchiale, come erroneamente riportato su molte guide turistiche, ma ha sempre fatto parte della parrocchia di Vico Canavese, perciò la sua chiesa non ha il titolo di parrocchiale.

### Simboli
L'ex comune di Meugliano non aveva adottato alcuno stemma ufficiale.

## Società

### Evoluzione demografica
Lo spopolamento del comune ha portato ad una diminuzione della popolazione residente di due terzi rispetto ai dati del 1911.
Abitanti censiti

## Amministrazione
Di seguito è presentata una tabella relativa alle amministrazioni che si sono succedute in questo comune.
| Periodo        | Periodo          | Primo cittadino       | Partito                              | Carica  | Note  |
| -------------- | ---------------- | --------------------- | ------------------------------------ | ------- | ----- |
| 1º luglio 1985 | 9 giugno 1990    | Mauro Saudino Dughera | -                                    | Sindaco | [ 6 ] |
| 9 giugno 1990  | 24 aprile 1995   | Mauro Saudino Dughera | -                                    | Sindaco | [ 6 ] |
| 24 aprile 1995 | 14 giugno 1999   | Mauro Saudino Dughera | -                                    | Sindaco | [ 6 ] |
| 14 giugno 1999 | 14 giugno 2004   | Mauro Saudino Dughera | lista civica                         | Sindaco | [ 6 ] |
| 14 giugno 2004 | 8 giugno 2009    | Giuseppe Gaido        | lista civica                         | Sindaco | [ 6 ] |
| 8 giugno 2009  | 25 maggio 2014   | Giuseppe Gaido        | lista civica                         | Sindaco | [ 6 ] |
| 25 maggio 2014 | 31 dicembre 2018 | Carlo David           | lista civica: tradizione e progresso | Sindaco | [ 6 ] |

## Galleria d'immagini

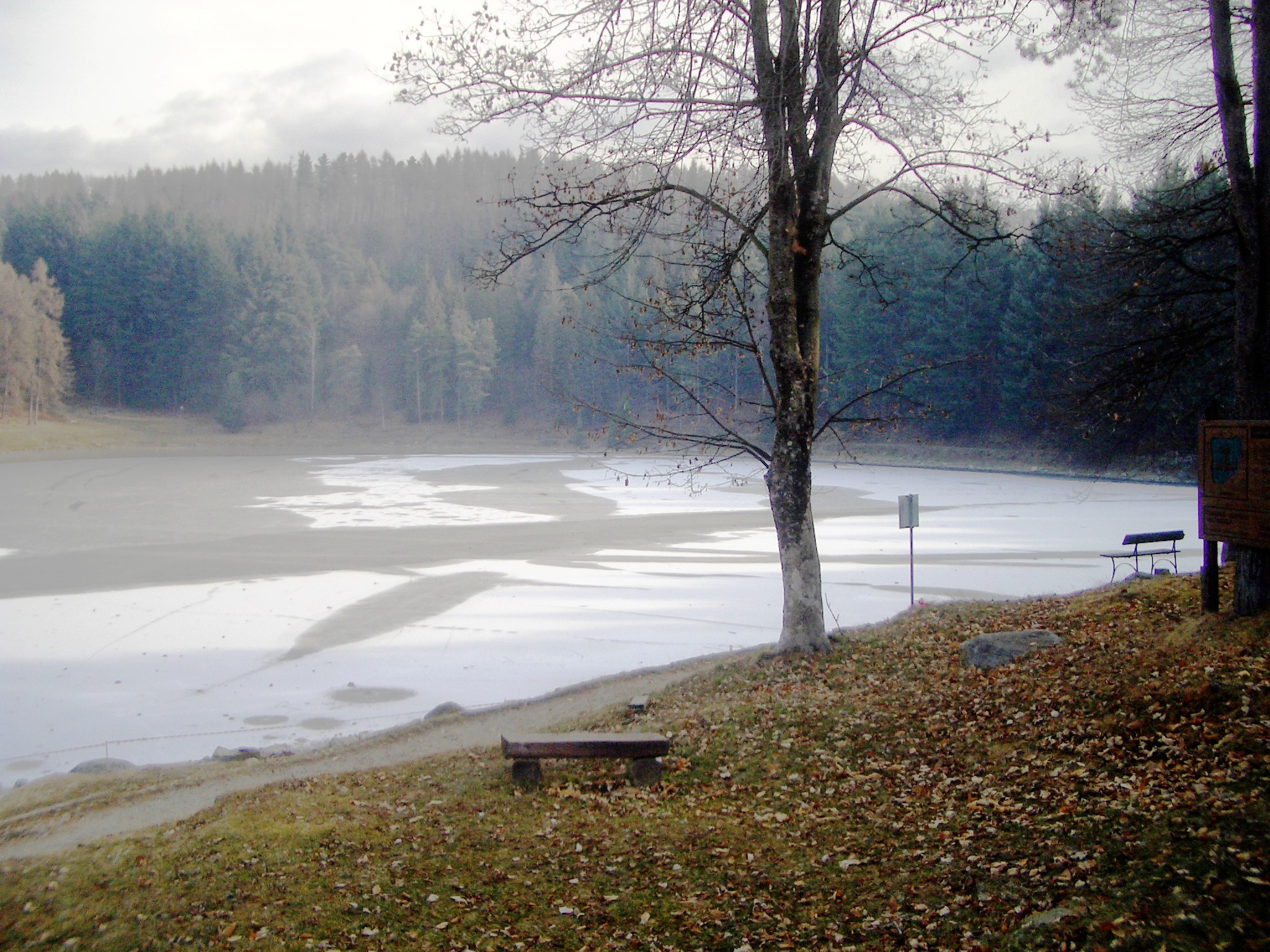
Veduta invernale del lago di Meugliano
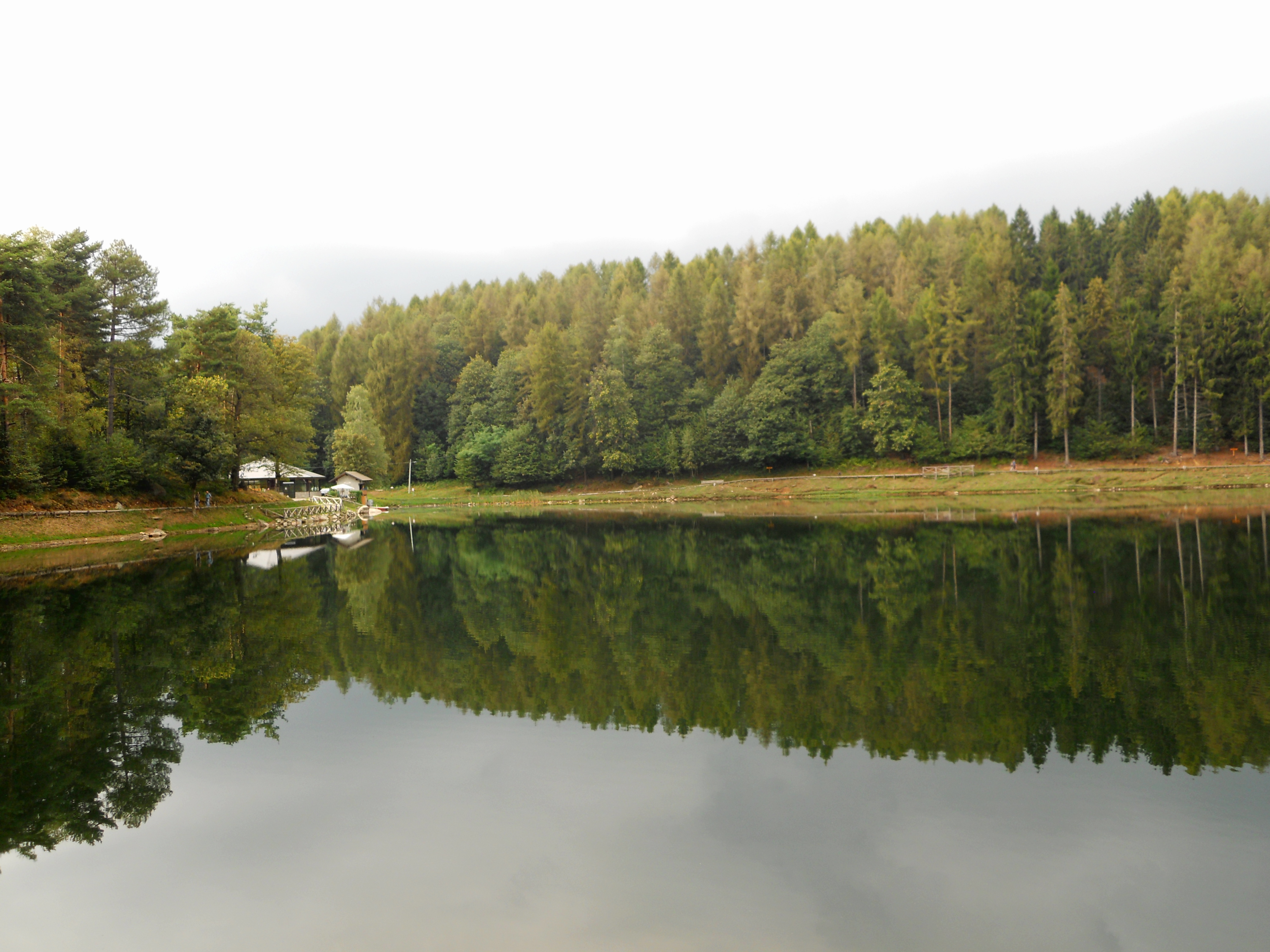
Veduta del lago in tarda estate
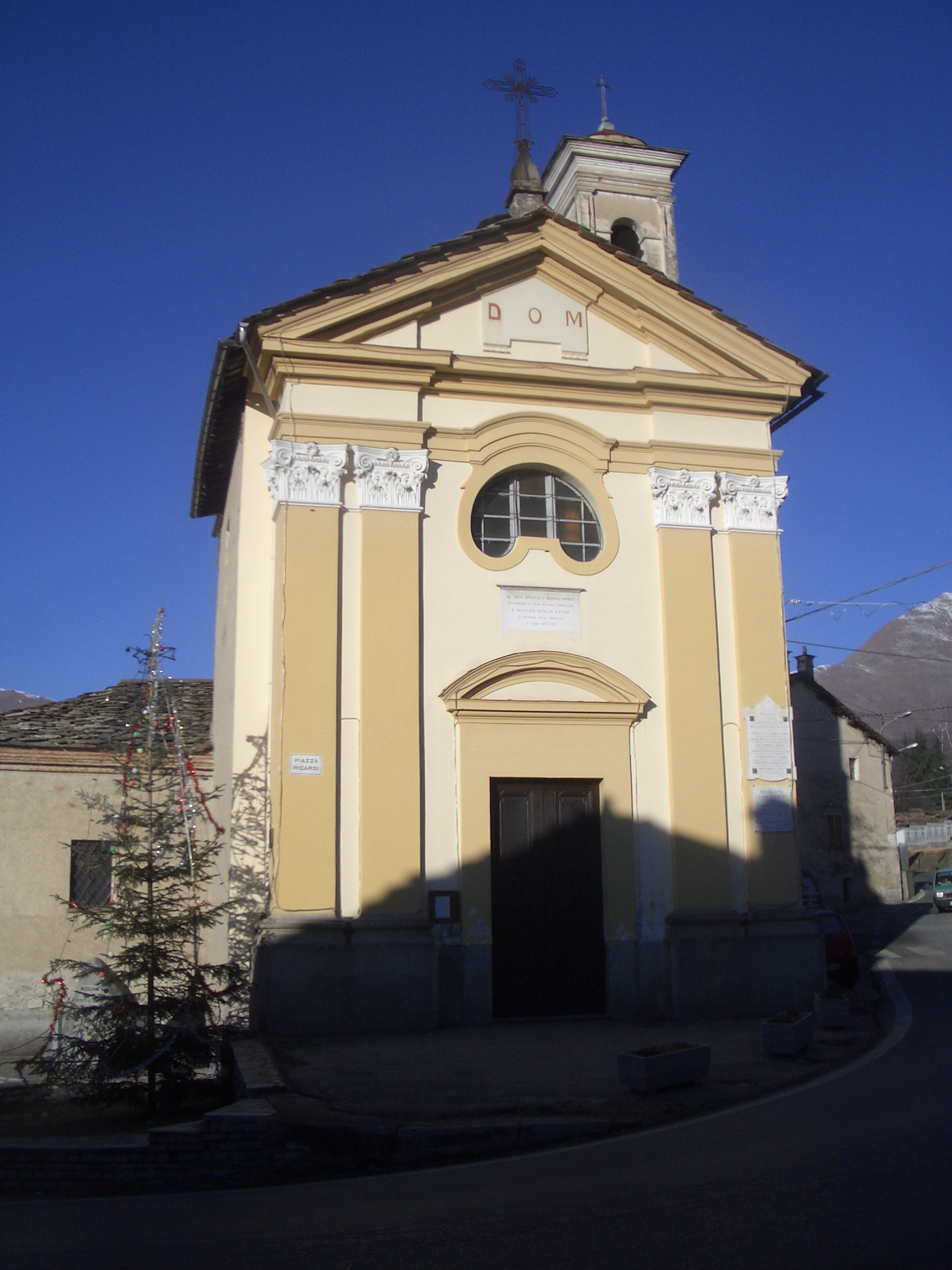
La cappella di San Bartolomeo
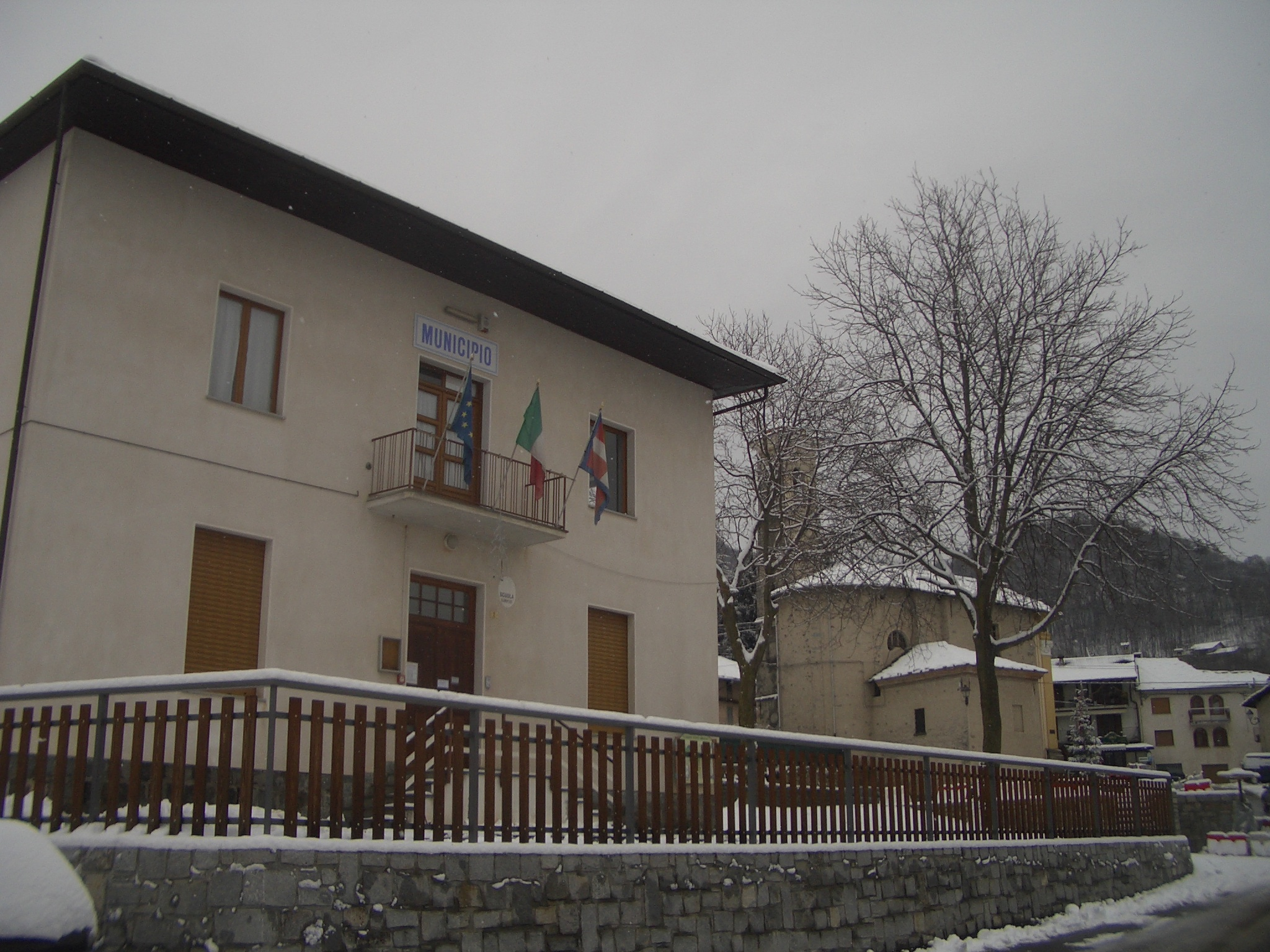
L'ex-municipio
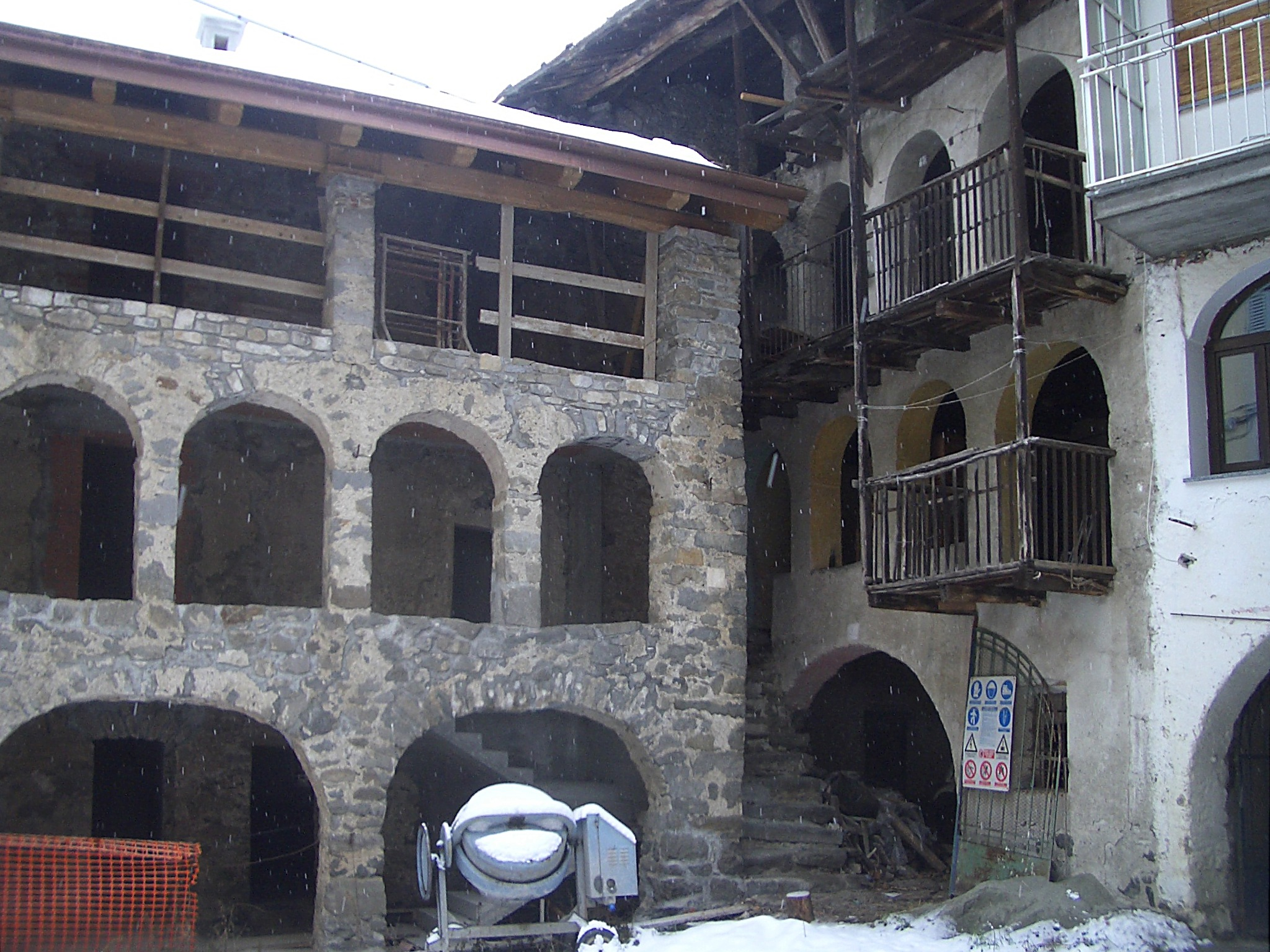
Edifici tipici della Valchiusella